# Alfta
Alfta est une localité de Suède située à Ovanåker, dans le comté de Gävleborg de la province historique de Hälsingland. En 2010, on y compte 2 155 habitants.